# ميغيل أنخيل سوريانو
ميغيل أنخيل سوريانو (بالإسبانية: Miguel Ángel Soriano)‏ (29 سبتمبر 1973 في السلفادور - ) هو مدرب كرة قدم ولاعب كرة قدم سلفادوري في مركز الهجوم. لعب مع نادي أليانزا ‏ وC.D. Arcense ‏ وC.D. Platense Municipal Zacatecoluca ‏ وEl Roble de Ilobasco ‏ وANTEL (El Salvador football club) ‏ وC.D. Marte Soyapango ‏ وIndependiente F.C. (El Salvador) ‏.